# پارک ملی گاشاکا گومتی
پارک ملی گاشاکا گومتی (به لاتین: Gashaka Gumti National Park) یک پارک ملی و میراث فرهنگی یونسکو است که در نیجریه واقع شده‌است.